# Une femme libre (film, 1956)
Pour les articles homonymes, voir Une femme libre (homonymie).
Pour plus de détails, voir Fiche technique et Distribution.
Une femme libre (hangeul : 자유부인 ; hanja : 自由夫人 ; RR : Jayubuin ; MR : Chayubuin) est un mélodrame sud-coréen réalisé par Han Hyeong-mo et sorti en 1956.
Il s'agit d'une adaptation du roman éponyme de Jeong Bee-seok (ko), paru en 1954.
Le film enregistre 108 000 entrées dans son pays d'origine et devient donc un succès public,.

## Synopsis
Le film commence par présenter un professeur, Jang, et sa femme, Oh Seon-yeong, qui ont un fils ensemble. Oh trouve un emploi de gérante d'un magasin de cosmétiques, afin de compléter les faibles revenus de son mari professeur. Leur voisin lui fait souvent part de son attirance pour elle, et elle lui permet de lui apprendre à danser et à boire de l'alcool. Le mari de sa patronne commence également à flirter avec elle, ce qui s'intensifie au point d'être découvert par sa femme alors qu'ils étaient sur le point de consommer leur rendez-vous. Pendant ce temps, son mari éprouve une forte attirance pour une jolie femme dans un cours de grammaire qu'il donne à des secrétaires, restant souvent tard à marcher avec elle, bien qu'il résiste à sa demande d'aller plus loin. Ces aventures extraconjugales mettent à rude épreuve les relations du couple. Finalement, la négligence d'Oh à l'égard de leur fils, associée aux avertissements anonymes que Jang reçoit à propos de son comportement, aboutit à ce que Jang expulse Oh de la maison. Leur fils insiste pour qu'on le laisse sortir voir sa mère, ce qui oblige Jang à acquiescer. Le film se termine avec Oh en larmes devant la porte, serrant son fils dans ses bras.

## Fiche technique
- Titre français : Une femme libre[4],[5]
- Titre original : 자유부인[6]
- Réalisation : Han Hyeong-mo
- Scénario : Kim Seong-Min, Lee Cheong-gi, d'après le roman éponyme paru en 1954 de Jeong Bee-seok (ko) (1911-1991)[1]
- Photographie : Lee Seong-hwi
- Montage : Han Hyung-mo
- Musique : Kim Yong-hwan
- Production : Bang Dae-hun
- Sociétés de production : Han Hyeong-mo Production
- Pays de production :  Corée du Sud
- Langue originale : coréen
- Format : Noir et blanc
- Genre : mélodrame, film dramatique sentimental
- Durée : 125 minutes
- Dates de sortie : 
  - Corée du Sud : 9 juin 1956

## Distribution
- Park Am (ko) : professeur Jang[6]
- Kim Jeong-rim : Oh Seon-yeong
- No Gyeong-hui : Choi Yun-ju
- Joo Sun-tae : Baek Seon-saeng
- Kim Dong-won (ko) : Han Tae-seok
- Go Hyang-mi
- Yang Mi-yeong : Park Eun-mi
- An Na-yeong
- Go Seon-ae
- Choi Nam-hyun (ko)